# Суспільство (фільм)
Суспільство (англ. Society) — американський фільм жахів 1989 року. Режисерський дебют Брайана Юзна.

## Сюжет
На перший погляд здається, що у Білла Вітні є все: гроші, становище, люблячі батьки. Але щось не дає йому спокою і заважає відчути повноту життя. Може не вистачає гострих відчуттів? Але Білл не міг припустити, що його чекає і що життя аутсайдера має більше переваг, ніж існування у «суспільстві».

## У ролях
- Біллі Ворлок — Білл Вітні
- Девін ДеВаскес — Клариса Карлін
- Еван Річардс — Майло
- Бен Меєрсон — Фергюсон
- Чарльз Люсія — Джим Вітні
- Конні Данезе — бабуся
- Петріс Дженнінгс — Дженні Вітні
- Хайді Козак — Шона
- Бен Слек — доктор Клівленд
- Девід Вайлі — суддя Картер
- Тім Бартелл — Девід Бланшар
- Брайан Бремер — Петрі
- Марія Клер — Саллі
- Конан Юзна — Джейсон
- Джейсон Вільямс — друг Джейсона
- Памела Метісон — місіс Карлін
- Роні Лі — банда Фергюсона
- Майкл Шиппер — банда Фергюсона
- Кріс Кларідж — банда Фергюсона
- Емі Обранд — банда Фергюсона
- Девід Веллс — сержант Берт
- Майк Даймант — поліцейський в лісі
- Рафаелла Коммітанте — медсестра
- Сілі Абрахам
- Кріс Енн
- Лаура Таласка
- Майк Колетта
- Робб Віллогбі
- Том Дразей
- Джон Фрейзер
- Аллен Ейсенхарт
- Майкл «Тоні» Мертен
- Донамарі Тайа
- Том Льюїс
- Бланш Баймштейн
- Томас С. Рейнон
- Крістін Кауффман
- Ліза Баль
- Ніколль Дюран
- Даніель Герен
- Керолайн Ломас
- С. Джон Мерілл
- Стівен Морган
- Рік Вайдман
- Шанель Райан
- Марк Девід
- Дон Сторі
- Робін Ейджи

## Цікаві факти
- Фільм провалився в прокаті США, але користувався великим успіхом в Європі. «Європейці взмозі оцінити закладені в картині соціальні ідеї, а для американців це все жарти …» — вважає режисер картини Брайан Юзна.
- Оригінальна версія картини була завершена в 1989 році, але пролежала на полиці до 1992 року.